# 上野御徒町駅

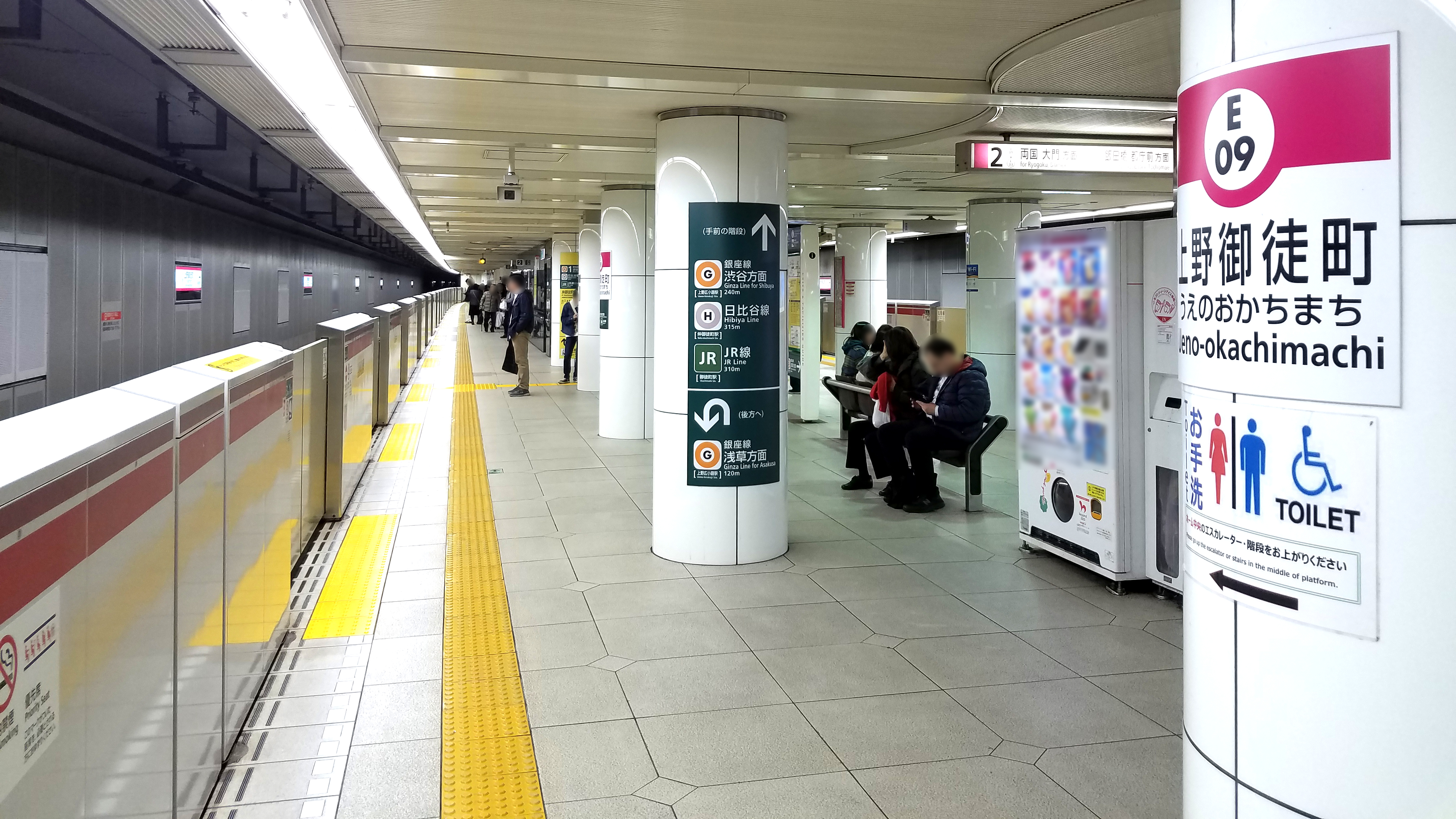
ホーム（2019年12月）

上野御徒町駅（うえのおかちまちえき）は、東京都台東区上野五丁目にある、東京都交通局（都営地下鉄）大江戸線の駅である。駅番号はE 09。
開業時は副名称に「上野松坂屋前」を表記していたが、2008年頃に駅名標下の副名称プレートが撤去された。また、案内放送でも「上野松坂屋前」を流していたが、2009年初頭の案内放送更新時に流れなくなった。

## 接続駅
当駅からは改札外通路で以下の3駅と接続しており、これらの駅とは同一駅として扱われている。
- 東京地下鉄（東京メトロ）上野広小路駅 - 銀座線
- 東京地下鉄（東京メトロ）仲御徒町駅 - 日比谷線
- 東日本旅客鉄道（JR東日本）御徒町駅 - 京浜東北線、山手線

上記のうち、銀座線・日比谷線との乗り換えには乗り継ぎ割引が適用される。
2009年（平成21年）3月16日には上野御徒町駅と京成上野駅を接続する地下通路（上野中央通り地下歩道）が開通した（これによって仲御徒町・上野広小路駅からJR・東京メトロ上野駅とも接続された）が、京成・JR・メトロ上野駅は同一駅としては扱っていない。
なお、近在の東京メトロ千代田線湯島駅は、計画時に12号線（大江戸線）との連絡を考慮して建設されていたが、現在乗り換え扱いを行っていない。将来的に乗り換え駅とするか検討されていたものの、見送られている。

## 歴史
- 2000年（平成12年）12月12日：開業[2]。同時に上野広小路・仲御徒町・御徒町の各駅との接続業務を開始。
- 2007年（平成19年）3月18日：ICカード「PASMO」の利用が可能となる[4]。
- 2012年（平成24年）：ホームドアが稼働開始。
- 2015年（平成27年）4月1日：上野御徒町駅務区が管理していた大江戸線蔵前駅の新橋駅務管理所浅草橋駅務区に移管する。また三田線春日駅を巣鴨駅務管理所巣鴨駅務区から移管される。
- 2016年（平成28年）4月1日：上野御徒町駅務管理所を廃止し、巣鴨駅務管区に移管。同時に上野御徒町駅務区の範囲が春日駅 - 両国駅間から牛込神楽坂駅 - 新御徒町駅間に変更。

### 駅名の由来
隣接する「上野」と「御徒町」を組み合わせたものである。開業前の仮名称は「上野広小路」で、銀座線の接続駅と同じ駅名になる予定だった。

## 駅構造
島式ホーム1面2線を有する地下駅。
ホームと改札内コンコースの間にはエスカレーターやエレベーターが設置されている。上野広小路・仲御徒町両駅への連絡通路やA6出口にはエスカレーターが、A1・A6出口にはエレベーターがそれぞれ設置されている。トイレは改札内にあり、「だれでもトイレ」を併設している。
東京都が英語と中国語に対応する訪日外国人向けの観光案内窓口を設置している。
巣鴨駅務管区上野御徒町駅務区として、牛込神楽坂駅 - 新御徒町駅間を管理する。

### のりば
| 番線 | 路線         | 行先                                         |
| ---- | ------------ | -------------------------------------------- |
| 1    | 都営大江戸線 | 飯田橋・都庁前・（都庁前のりかえ）光が丘方面 |
| 2    | 都営大江戸線 | 両国・大門方面                               |

（出典：都営地下鉄:駅構内図）

## 利用状況
2023年（令和5年）度の1日平均乗降人員は52,906人（乗車人員：26,332人、降車人員：26,574人）である。開業当初の乗車人員の見込みは、42,000人であった。
開業以降の1日平均乗降・乗車人員推移は下表の通りである。
| 年度               | 1日平均 乗降人員 | 1日平均 乗車人員 | 出典     |
| ------------------ | ---------------- | ---------------- | -------- |
| 2000年（平成12年） | 33,236           | 16,635           | [ * 1 ]  |
| 2001年（平成13年） | 41,355           | 21,037           | [ * 2 ]  |
| 2002年（平成14年） | 46,497           | 23,734           | [ * 3 ]  |
| 2003年（平成15年） | 47,496           | 24,180           | [ * 4 ]  |
| 2004年（平成16年） | 48,354           | 24,527           | [ * 5 ]  |
| 2005年（平成17年） | 48,789           | 24,677           | [ * 6 ]  |
| 2006年（平成18年） | 49,503           | 24,806           | [ * 7 ]  |
| 2007年（平成19年） | 50,899           | 25,427           | [ * 8 ]  |
| 2008年（平成20年） | 51,728           | 25,898           | [ * 9 ]  |
| 2009年（平成21年） | 51,581           | 25,911           | [ * 10 ] |
| 2010年（平成22年） | 51,081           | 25,623           | [ * 11 ] |
| 2011年（平成23年） | 50,264           | 25,189           | [ * 12 ] |
| 2012年（平成24年） | 52,296           | 26,229           | [ * 13 ] |
| 2013年（平成25年） | 53,160           | 26,656           | [ * 14 ] |
| 2014年（平成26年） | 54,021           | 27,072           | [ * 15 ] |
| 2015年（平成27年） | 55,060           | 27,620           | [ * 16 ] |
| 2016年（平成28年） | 55,856           | 28,010           | [ * 17 ] |
| 2017年（平成29年） | 58,303           | 29,296           | [ * 18 ] |
| 2018年（平成30年） | 60,000           | 30,102           | [ * 19 ] |
| 2019年（令和元年） | 59,753           | 29,950           | [ * 20 ] |
| 2020年（令和02年） | 41,290           | 20,655           |          |
| 2021年（令和03年） | 41,968           | 21,014           |          |
| 2022年（令和04年） | 47,215           | 23,633           |          |
| 2023年（令和05年） | 52,906           | 26,332           |          |

## 駅周辺
当駅周辺は、アメヤ横丁や松坂屋をはじめとする大・中・小規模の商店などが集積する地区である。雑貨や食料品などの輸入品や宝飾品・時計店などが多い。商店街は東京有数の賑わいがあるが、中層のオフィスビルなどが立ち並ぶ比較的人通りの少ない通りも多い。
大江戸線における上野公園の最寄り駅である。また秋葉原電気街や湯島も徒歩圏内である。

## 隣の駅
東京都交通局
 都営大江戸線
本郷三丁目駅 (E 08) - 上野御徒町駅 (E 09) - 新御徒町駅 (E 10)